# 春島東四郎

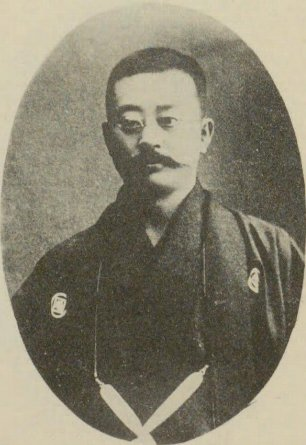
春島東四郎

春島 東四郎（はるしま とうしろう、1875年（明治8年）1月22日 - 1937年（昭和12年）10月7日）は、日本の衆議院議員（立憲民政党）。弁護士。

## 経歴
鹿児島県阿多郡阿多村（現在の南さつま市）に鮫島東右衛門の二男として生まれる。1899年（明治32年）、日本法律学校（現在の日本大学）を卒業。著述出版業に従事した後、司法官試補を経て、1905年（明治38年）から弁護士を開業した。また『痛快新聞』『西南新聞』『鹿児島毎日新聞』『鹿児島日日新聞』の社長兼主筆を務めた。1913年（大正2年）より鹿児島市会議員に選ばれ、鹿児島県会議員にも選ばれた。その他に大正貯金株式会社社長、合資会社薩摩銀行頭取などを務めた。
1930年（昭和5年）、第17回衆議院議員総選挙に出馬し、当選を果たした。

## 著書
- 『モグリ征伐ノ県令評釈』（1910年、金光堂）